# South West Trains
A South West Trains egy angliai vasúttársaság volt 1996 és 2017 között.

## Története
A South West Trains a British Railways privatizációja után 1996-ban jött létre, nevét a London and South Western Railway vasúttársaságról kapta, amely az 1920-as években a mostani társasággal nagyrészt megegyező területen működött. Nevéből adódóan a Londontól nyugat és déli irányban lévő területeket fedi le. A társaság jelentős területet fed le London vonzáskörzetéből, de egészen a tengerig nyúlnak a távolsági járatai. Londonon belül a London Waterloo pályaudvar a székhelye, innen indulnak a vonatok Vauxhall állomáson keresztül Clapham Junction-ba, majd természetesen tovább. A vonal itt ágazik először ketté, és halad nyugati és déli irányba.
A társaság alapszínei a viszonylatok jellegét mutatják: fehér, amelyek a távolsági vonatokon dominálnak, kék a városközi járatok és a piros az elővárosi járatok domináns színei. A társaság 1998-ban kezdte meg a járműállomány megújítását, akkor vezette be a most is látható színeket. 2004-ben az 1967 óta érvényben lévő menetrendszerkezetet teljesen átalakították, és viszonylatonként egységes ütemes menetrendet alakítottak ki. Szintén 2004-től dohányzási tilalom van érvényben a SWT minden járatán, és a kora reggeli illetve a késő esti járatokon, a nagy forgalomra való hivatkozással tilos a nem-összecsukható biciklik szállítása. Az SWT majdnem teljes hálózata 750 V egyenárammal van villamosítva, amelyet a vonatok a harmadik sínből kapnak. Néhány vonattípuson az egyes kocsik tetején lehet is látni az áramszedő tervezett helyét a süllyesztett kocsiszekrényen, ahol más, felsővezetéket használó társaságok esetén az áramszedő található. A társaság napi 1960 vonatot közlekedtet, ami korábban az elhanyagolt infrastruktúra miatt sok késéshez vezetett. A vonalfelújítások és az új menetrend bevezetésével a SWT-t már leginkább csak a többi társaságnál magasabb jegyárai miatt kritizálják.

## Járműállomány

### Jelenlegi járművek
| Sorozat                       | Kép | Típus                  | Maximális sebesség | Maximális sebesség | Darabszám | Útvonal | Gyártásban                             |
| Sorozat                       | Kép | Típus                  | mph                | km/h               | Darabszám | Útvonal | Gyártásban                             |
| ----------------------------- | --- | ---------------------- | ------------------ | ------------------ | --------- | --- | -------------------------------------- |
| Class 73                      |     | Dízel-villamos mozdony | 90                 | 145                | 3         | Thunderbird | 1962                                   |
| Class 158 Express Sprinter    |     | dízel motorvonat       | 90                 | 145                | 11        | London Waterloo – Salisbury / Bristol Temple Meads Romsey – Salisbury via Southampton Central | 1989 – 1992                            |
| Class 159 South Western Turbo |     | dízel motorvonat       | 90                 | 145                | 30        | London Waterloo – Salisbury / Bristol Temple Meads / Exeter St Davids / Paignton / Plymouth / Penzance | 159/0 – 1992 159/1 – Converted 2006    |
| Class 421 (3Cig)              |     | villamos motorvonat    | 90                 | 145                | 2         | Lymington Pier – Brockenhurst | 1970 – 1972                            |
| Class 444 Desiro              |     | villamos motorvonat    | 100                | 160                | 45        | London Waterloo – Weymouth (South Western Main Line) London Waterloo – Portsmouth Harbour London Waterloo–Dorking London Waterloo–Windsor and Eton Riverside London Waterloo–Reading                                                                                | 2003 – 2004                            |
| Class 450 Desiro              |     | villamos motorvonat    | 100                | 160                | 127       | Outer Suburban routes: London Waterloo – Portsmouth Harbour / Alton / Reading / Windsor & Eton Riverside Ascot – Guildford Hounslow Loop Line Southampton Central – Portsmouth & Southsea                                                                           | 2002 – 2007                            |
| Class 455                     |     | villamos motorvonat    | 75                 | 120                | 91        | Inner Suburban routes: London Waterloo – Shepperton / Hampton Court / Woking / London Waterloo via Hounslow /London Waterloo via Strawberry Hill / Dorking / Guildford via Oxshott or Epsom / Chessington South London Waterloo–Portsmouth Harbour/Weymouth Reading | 1983 – 1985 2005 – 2008 (felújították) |
| Class 458 (4Jop) Juniper      |     | villamos motorvonat    | 100                | 160                | 30        | London Waterloo – Reading / Ascot – Guildford | 1999 – 2001                            |
| Class 483                     |     | villamos motorvonat    | 45                 | 72.5               | 6         | Ryde Pier Head – Shanklin | 1938 1989 – 1992 (felújították)        |
| Class 960                     |     | dízel motorvonat       | 70                 | 112                | 1         | Route Learning | 1960 2000 (felújították)               |

### Korábbi járművek
| Sorozat                          | Kép | Típus               | Gyártásban | Visszavonták   | Megjegyzés |
| Class 170 Turbostar              |     | dízel motorvonat    | 2000       | 2006–2007      |            |
| Class 411 (4Cep)                 |     | villamos motorvonat | 1956–1963  | 2004. december |            |
| Class 412 (4Bep)                 |     | villamos motorvonat | 1956–1963  | 2005. március  |            |
| Class 421 (4Cig)                 |     | villamos motorvonat | 1964–1972  | 2005. május    |            |
| Class 423 (4Vep)                 |     | villamos motorvonat | 1967–1974  | 2005. május    |            |
| Class 442 (5Wes) Wessex Electric |     | villamos motorvonat | 1988–1989  | 2007. február  |            |